# Cur Deus Homo

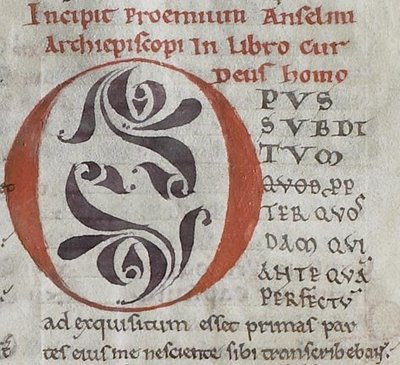
O começo do prólogo de Cur Homo, de um manuscrito do século 12 mantido no Palácio de Lambeth

Cur Deus Homo? (Latim para "Por que [Foi] Deus um Humano?"), geralmente traduzido como Por que Deus se Fez Homem, é um livro escrito por Anselmo de Cantuária no período de 1094–1098. Nesta obra, ele propõe a visão da satisfação da expiação.

Anselmo diz que sua razão para escrever o livro é: 
Citação: Muitas vezes e com grande insistência fui solicitado por muitos, pessoalmente e por carta, que eu transmitisse por escrito as provas de certa doutrina de nossa fé, que costumo dar aos inquiridores; pois eles dizem que essas provas os gratificam e são consideradas suficientes. Isso eles pedem, não para alcançar a fé por meio da razão, mas para que se alegrem ao entender e meditar sobre as coisas que acreditam; e para que, na medida do possível, estejam sempre prontos para convencer qualquer um que lhes peça uma razão para a esperança que está em nós.